# إدي هارت
إدي هارت (بالإنجليزية: Eddie Hart)‏ هو عداء سريع أمريكي، ولد في 24 أبريل 1949 في مارتينز في الولايات المتحدة.

## وصلات خارجية
- إدي هارت على موقع الاتحاد الدولي لألعاب القوى (الإنجليزية)
- إدي هارت على موقع أوليمبيديا (الإنجليزية)